# Макдональд, Джастин
Джастин Харли Макдональд (англ. Justin Harley McDonald; род. 12 декабря 1969, Аделаида) — австралийский бобслеист. Участник зимних Олимпийских игр 1994 года.

## Биография
Джастин Макдональд родился 12 декабря 1969 года в австралийском городе Аделаида.
Начал заниматься бобслеем в 1990 году.
Участвовал в Кубке мира сезона-1991/92.
В 1994 году вошёл в состав сборной Австралии на зимних Олимпийских играх в Лиллехаммере. В соревнованиях двоек вместе с Гленном Кэрроллом заняли 27-е место, показав по сумме четырёх заездов результат 3 минуты 36,47 секунды и уступив 5,66 секунды завоевавшим золото Густаву Ведеру и Донату Аклину из Швейцарии. В соревнованиях четвёрок австралийский экипаж, в который также входили Адам Барклай, Скотт Уокер и Гленн Кэрролл, занял 20-е место с результатом 3.31,02, уступив 3,24 секунды победившей команде Германии. Был пилотом обоих экипажей и капитаном сборной Австралии по бобслею.
Во время олимпийских соревнований Макдональд по просьбе тренера сборной Швеции на 5 килограммов уменьшил балласт своего боба для более честной борьбы. В итоге шведы опередили австралийцев, а Мадоналд был награждён международным призом Пьера де Кубертена за честную игру.